# بلدية نيستفد
نيستفد (بالدنماركية: Næstved) هي بلديّة في إقليم شيلندا الواقع في جزيرة زيلاند، جنوب الدنمارك، تشمل البلدية جزيرة جافنو (Gavnø).

## جغرافية نيستفد
تبلغ مساحتها 681 كيلو متر مربع، ويبلغ إجمالي عدد سكانها 83143 نسمة (2020).